# Torsten Wickholm
Torsten Artur Edvard Wickholm, född 19 november 1916 i Västervik, död 24 december 2020, var en svensk bankdirektör.
Wickholm, som var son till sjökapten Arthur Gustafsson och Maja Wickholm, avlade studentexamen 1935 och utgick från Bröderna Påhlmans handelsinstitut 1936. Han blev tjänsteman vid Kalmar läns enskilda sparbank i Västervik 1935, vid Sparbanken i Härnösand 1939, kamrersassistent vid Västerbottens läns sparbank i Umeå 1941, kamrer vid Torna, Bara och Harjagers härads sparbank i Lund 1946, teknisk konsulent vid Svenska sparbanksföreningen i Stockholm 1951, direktörsassistent där 1959 och var verkställande direktör i Halmstads sparbank från 1961 (styrelseledamot 1964). Han var även styrelseledamot i Svenska sparbankernas garantikassaförening u.p.a. sedan 1965.